# Сьвідниця-Польська
Сьвідниця-Польська (пол. Świdnica Polska, нім. Schweinitz bei Kanth) — село в Польщі, у гміні Костомлоти Сьредського повіту Нижньосілезького воєводства.
Населення — 262 особи (2011).
У 1975-1998 роках село належало до Вроцлавського воєводства.

## Демографія
Демографічна структура станом на 31 березня 2011 року:
|          | Загалом | Допрацездатний вік | Працездатний вік | Постпрацездатний вік |
| -------- | ------- | ------------------ | ---------------- | -------------------- |
| Чоловіки | 126     | 22                 | 91               | 13                   |
| Жінки    | 136     | 32                 | 76               | 28                   |
| Разом    | 262     | 54                 | 167              | 41                   |